# Olivier Lombard

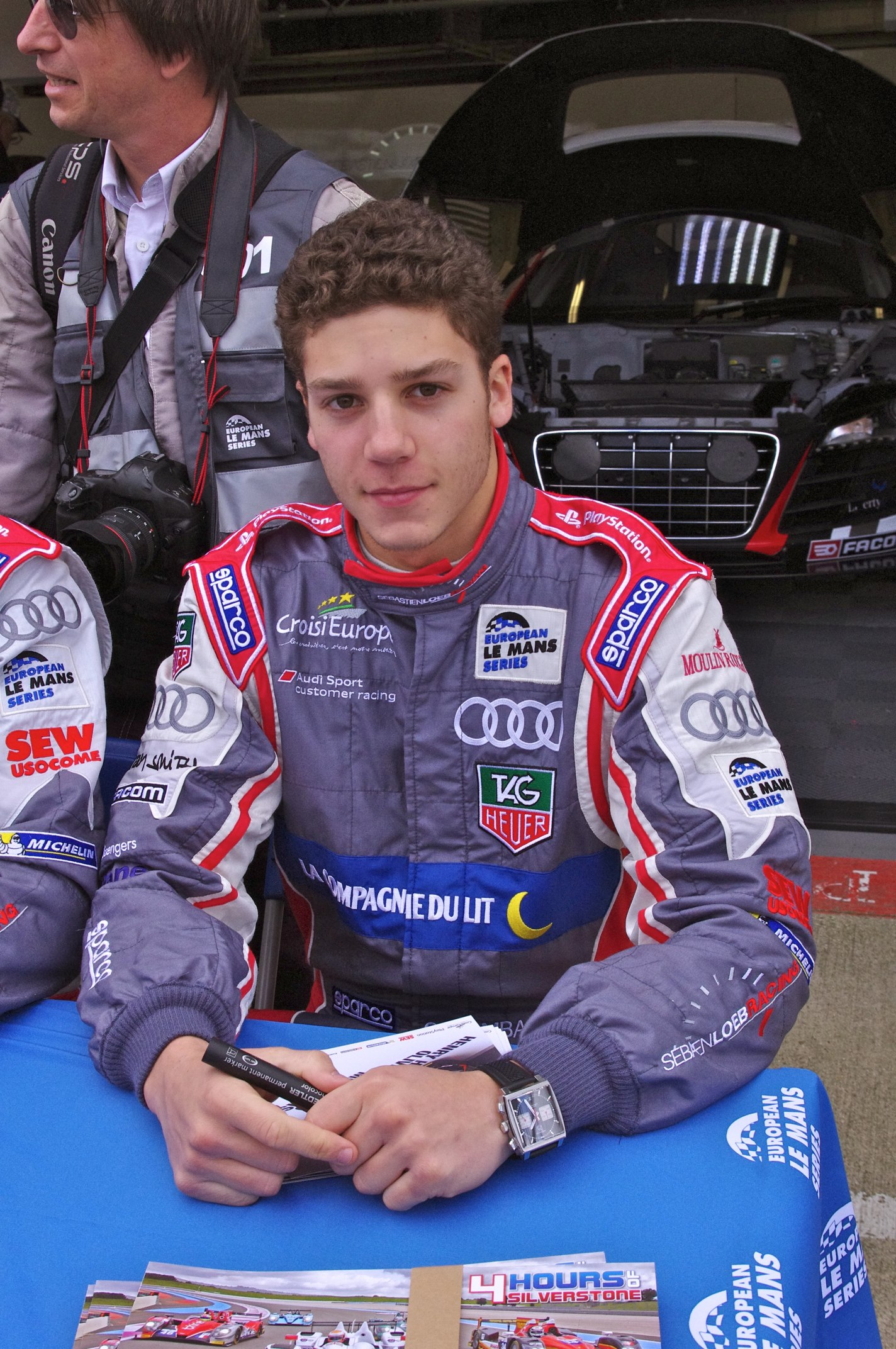
Olivier Lombard 2014

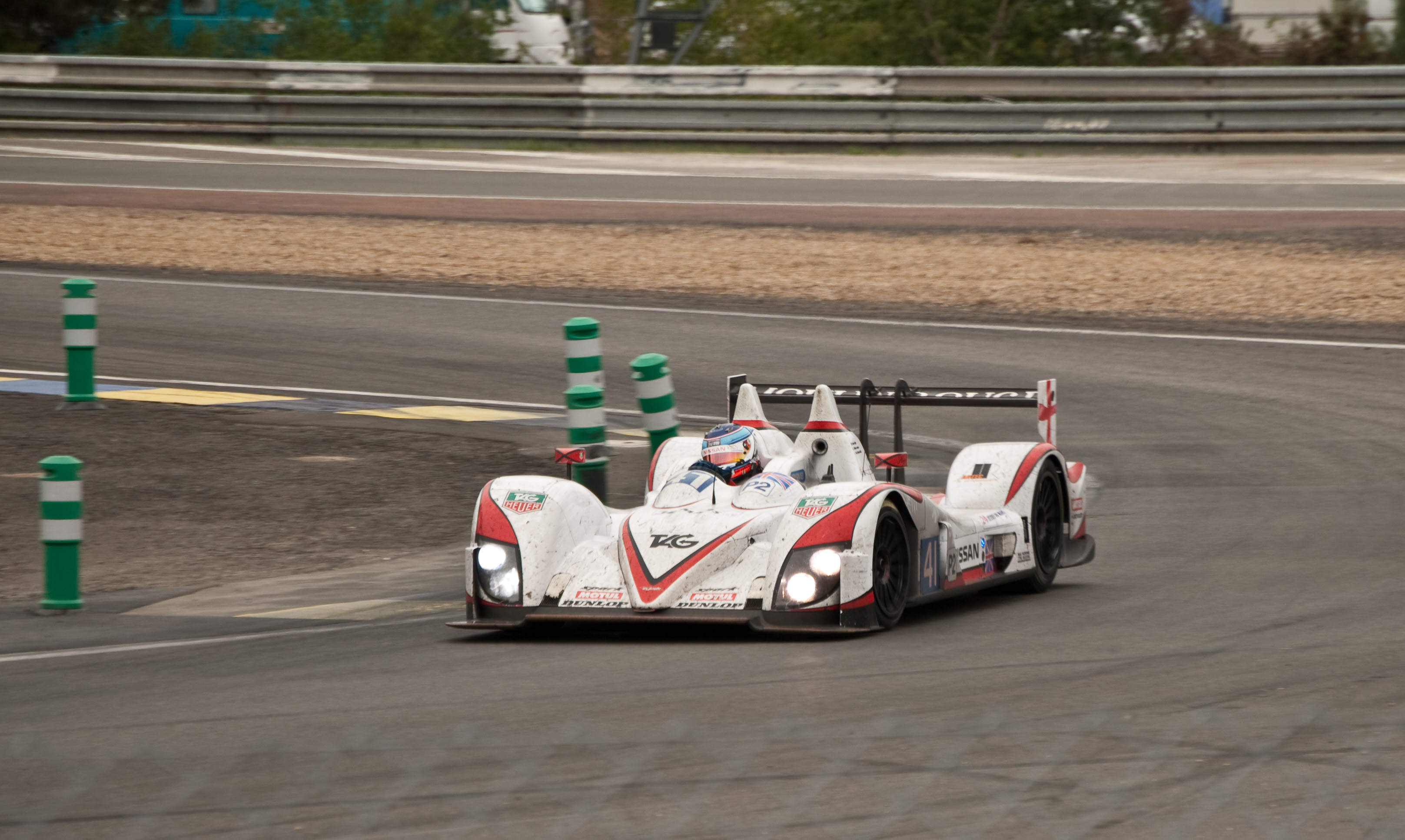
Lombard beim 24-Stunden-Rennen von Le Mans 2011 im Zytek Z11SN

Olivier Jacky Benoît Lombard (* 25. April 1991 in Poissy) ist ein ehemaliger französischer Autorennfahrer sowie Gründer des Start-up-Unternehmens Hopium. 2012 startete in der FIA-Langstrecken-Weltmeisterschaft (WEC).

## Karriere als Rennfahrer
Lombard begann seine Motorsportkarriere 2004 im Kartsport, in dem er bis 2008 aktiv war. Zunächst wechselte er in den Formelsport. 2009 trat er in der europäischen Formel BMW für EuroInternational an. Während seine Teamkollegen Felipe Nasr und Daniel Juncadella die ersten zwei Positionen belegten, erreichte Lombard mit einem fünften Platz als bestes Resultat den 16. Gesamtrang. Darüber hinaus absolvierte er Gaststarts in der amerikanischen Formel BMW.
2010 wechselte Lombard in den Langstreckensport. Für Hope Polevision Racing nahm er an drei Rennen der Le Mans Series in der Formula-Le-Mans-Klasse teil. Er stand in dieser Klasse zweimal auf dem Podest und wurde 15. in dieser Wertung. 2011 startete Lombard zunächst zu je einem Rennen in der LMPC- bzw. FLM-Klasse in der American Le Mans Series (ALMS) und der Le Mans Series. Anschließend erhielt er bei Greaves Motorsport ein Cockpit für das 24-Stunden-Rennen von Le Mans 2011 und die restliche Saison der Le Mans Series. Er startete in der LMP2-Klasse in einem Zytek Z11SN zusammen mit Tom Kimber-Smith und Karim Ojjeh. Er ersetzte Gary Chalandon. In Le Mans gelang es dem Fahrertrio den achten Gesamtrang herauszufahren und damit den Klassensieg in der LMP2 zu erzielen. Bei den folgenden zwei Le-Mans-Series-Rennen in Imola und Silverstone folgten weitere Klassensiege in der LMP2. In der LMP2-Fahrerwertung erreichte Lombard den zweiten Platz hinter seinen Teamkollegen Kimber-Smith und Ojjeh, die die gesamte Saison fuhren.
2012 erhielt Lombard bei Signatech Nissan ein Cockpit in der neugegründeten FIA-Langstrecken-Weltmeisterschaft (WEC). In einem Oreca 03 tritt er zusammen mit Franck Mailleux und Jordan Tresson in der LMP2-Klasse an. Nach dem dritten Rennen belegte er den 34. Platz in der Fahrerweltmeisterschaft.

## Unternehmer
Im Jahr 2019 gründete Lombard in Paris das Start-up-Unternehmen Hydrogen Motive Company (HMC) mit seiner Automarke Hopium, deren Ziel es ist, ein Wasserstoffbetriebenes Fahrzeug in Frankreich zu produzieren und auf den Markt zu bringen.

## Persönliches
Lombards Familie betreibt das Pariser Varieté Moulin Rouge.

## Statistik

### Karrierestationen
| - 2004–2008: Kartsport - 2009: Europäische Formel BMW (Platz 16) - 2010: Le Mans Series, FLM (Platz 15) | - 2011: Le Mans Series, LMP2 (Platz 2) - 2011: Le Mans Series, FLM (Platz 15) - 2011: ALMS, LMPC | - 2012: WEC |

### Le-Mans-Ergebnisse
| Jahr | Team               | Fahrzeug    | Teamkollege      | Teamkollege      | Platzierung            | Ausfallgrund |
| ---- | ------------------ | ----------- | ---------------- | ---------------- | ---------------------- | ------------ |
| 2011 | Greaves Motorsport | Zytek Z11SN | Tom Kimber-Smith | Karim Ojjeh      | Rang 8 und Klassensieg |              |
| 2012 | Signatech Nissan   | Oreca 03    | Franck Mailleux  | Jordan Tresson   | Rang 16                |              |
| 2013 | Morand Racing      | Morgan LMP2 | Franck Mailleux  | Natacha Gachnang | Rang 12                |              |

### Sebring-Ergebnisse
| Jahr | Team                     | Fahrzeug    | Teamkollege    | Teamkollege     | Platzierung | Ausfallgrund |
| ---- | ------------------------ | ----------- | -------------- | --------------- | ----------- | ------------ |
| 2011 | Iconik Energy Drinks WRO | Oreca FLM09 | Johnny Mowlem  | Luca Moro       | Ausfall     | Mechanik     |
| 2012 | Signatech Nissan         | Oreca 03    | Jordan Tresson | Franck Mailleux | Ausfall     | Defekt       |